# ذوات الجناحين

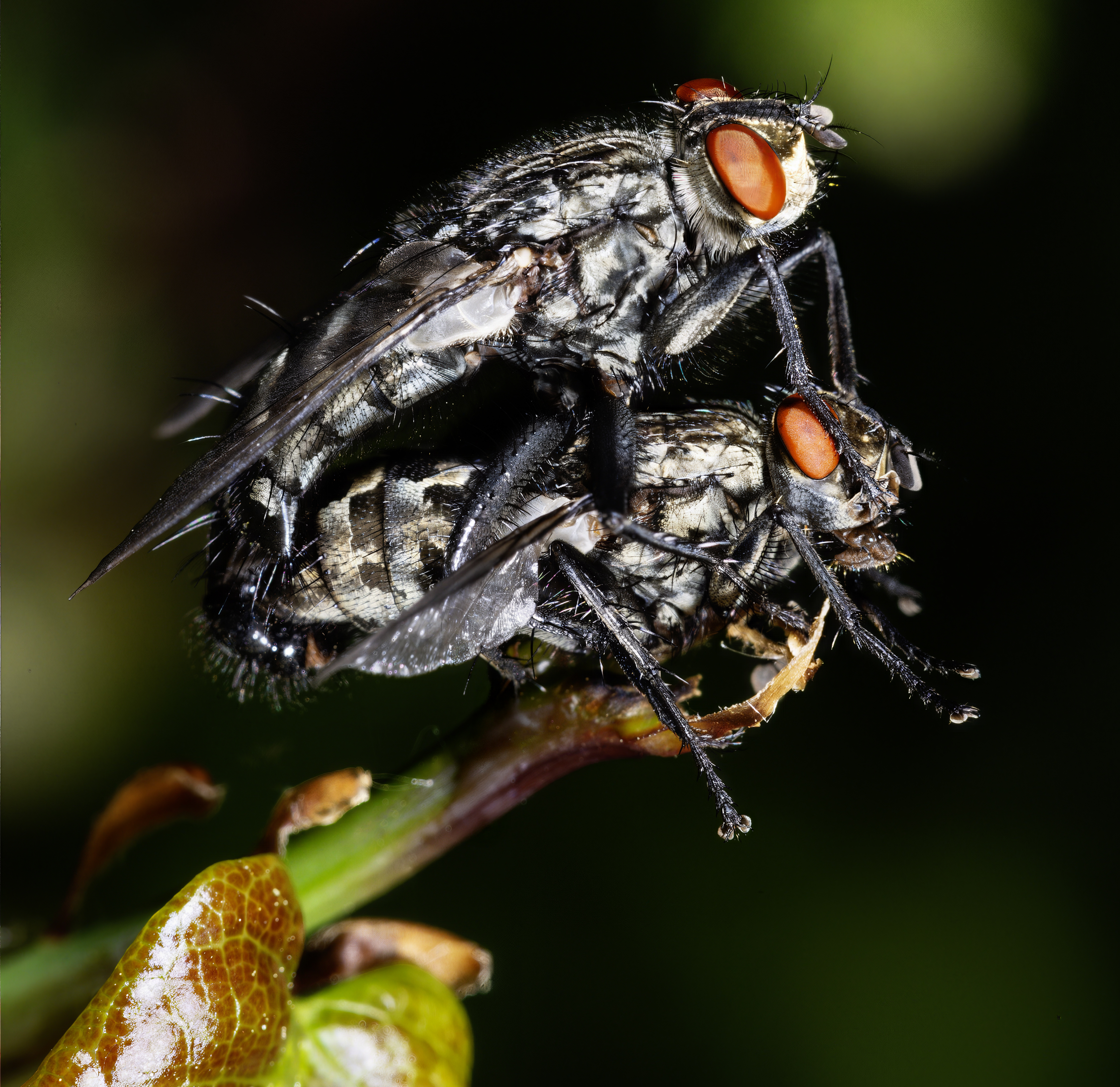
التزاوج عند الذباب

ذوات الجناحين أو ثنائية الأجنحة أو الذباب ذو الرأس الصغير أو ثنائيات الجناح (الاسم العلمي: Diptera) هي رتبة تتبع طائفة الحشرات من شعبة المفصليات الأرجل.وهي رتبة كبيرة من أنواع الحشرات. لها جناحان على صدرها الأوسط (mesothorax) ودبوسا توازن يقعان في مؤخر صدر الحشرة (metathorax).وجود زوج مفرد من الأجنحة هو ما يميزها عن الحشرات الأخرى. بعض ذوات الجناحين أصبح الجناح بالنسبة لها ثانوي الأهمية خصوصا في الذباب فوق عائلة ذباب شعراوي وأشباهه التي تستعمر بيوت الحشرات الاجتماعية.
ذوات الجناحين رتبة كبيرة تشمل ما يقدر بـ240,000 نوع من البعوض والناموس والذباب الصغير وغيره. وعلى الرغم من الأهمية البالغة لثنائيات الاجنحة بما يشمل البعوضيات لكلا من الإنسان والنظام البيئي إلا أنه أقل من النصف تم تعريفه حتى الآن أي بما يقدر 120,000 نوع وذلك لأنها تشكل العامل الحاسم في نقل وانتشار أمراض مثل الملاريا وحمى الدنج وحمى فيروس غرب النيل الحمى الصفراء والتهاب الدماغ وغيره من الاصابات.

## البنية التشريحية والأحيائية
ذوات الجناحين متكيفة بصورة جيدة للتحرك في الهواء لذلك عموما أجسامها انسيابية تساعدها على الطيران. الجزء الثاني من الصدر الذي يحمل الجناحين ويحتوي على عضلات الطيران كبير جدا والجزآن الآخران صغيران يشبهان حزامين. الجزء الثالث يحمل دبوسي التوازن اللذان يحفظان توازن الحشرة أثناء الطيران. ولمزيد من التكيف على الطيران تقلص عدد العقد العصبية وتم تركيز الأنسجة العصبية في الصدر وهذه الميزة تبدو جلية في الذباب المتفرع من رتيبة ذبابيات منزلية.
رأس ذوات الجناحين مفصلي تستطيع تحريكه بحرية يقع على جانبيه في الغالب الأعم عينان مركبتان كبيرتان مع ثلاث عيون بسيطة صغيرة تقع في قمة الرأس. يتخذ قرنا الاستشعار عند ذوات الجناحين أشكالاً مختلفة لكنها قصيرة نسبيا حتى تقلل من الاحتكاك في الهواء أثناء طيران الذبابة.
تتغذى ذوات الجناحين على الأطعمة السائلة فقط وعلى ذلك تظهر تركيبة لسانها وجهازها الهضمي تواؤماً تاماً لهذه الخاصية وتمتلك ذوات الجناحين البدائية نصل نافذ ذا فكوك علوية شبيه بفم العنكبوتيات اللاحمة. علما بأن ذوات الجناحين تكيفت بطرق متعددة وفق مختلف المجموعات التي تنتمي إليها. وهو تكيف يشمل خرطوم تغذية ناجع شبيه بما تمتلكه البعوضيات في فمها والخرطوم الذي تمتلكة الذبابة المنزلية. القناة الهضمية لذوات الجناحين لها أمعاء كثيرة الالتفاف مما يسمح لها بتخزين كمية كبيرة من السوائل بعد تناول وجبتها.

## التكاثر والنمو
العضو التناسلي الذكري عند ذوات الجناحين يستطيع الالتفاف بدرجات متغيرة من مكانه خلافا للاعضاء الذكرية لبقية الحشرات. يكون الالتفاف لدى بعض ذوات الجناحين بشكل ثابت أثناء التزاوج ولكن بعضها الآخر لها التواء دائم في أعضائها وهو يتشكل أثناء مرحلة التشرنق هذا الالتواء يجعل فتحة الشرج تحت الأعضاء التناسلية. عندما تتزاوج ذوات الجناحين في البداية يعتلي الذكر الانثى ويبقى كذلك ثم لا يلبث أن ينقلب في الاتجاه المعاكس ويكون قبالة الانثى في بعض الأنواع هذا الوضع يجعل الذكر أن يضطجع على ظهره كيما تبقى أعضاءه التناسلية مرتبطة مع أعضاء الانثى التناسلية وعموما يمكن القول أن التواء العضو الذكري لذكر ذوات الجناحين يسمح له في معظم الأحوال بتلقيح الانثى دون أن ينقلب.
تضع أنثى ذوات الجناحين بيوضها في أماكن قريبة من مصادر الغذاء ما استطاعت إلى ذلك سبيلا إذ أن تطور ذوات الجناحين سريع عموما مما يسمح لليرقة بالتهام أكبر قدر يمكنها من الغذاء في فترة قليلة من الوقت قبل تحولها إلى حشرة يافعة. وفي حالات أخرى أكثر تطرفا يفقس البيض بعد أن تضعه الذبابة على الفور هذا مع العلم أن قلة من الذباب تمتلك خاصية ovoviviparous أي نمو اليرقة داخل البيضة وهي بعد في بطن الأم.
يرقات الذباب أو ما يسمى بالنغف ليس لها أرجل حقيقية وثمة علامات محددة قليلة بين الصدر والبطن والرأس يكون في الغالب غير مميز عن بقية الجسد. في بعض الأنواع ثمة طليعة أرجل تتموضع على الأطراف وهي عبارة عن زوائد لحمية وعموما معظم يرقات الذباب عديمة الأرجل. العيون وقرون الاستشعار في هذا الطور تكون اما بسيطة غير واضحة أو معدومة كذلك تفتقر البطن للزوائد سيما أشرّة هذا الشكل المنعدم الملامح يساعد يرقات الذبات على التأقلم تماما مع البيئات الغنية جدا مثل المواد الجيفية العضوية وكمتطفلات.
تتخذ اليرقة لها عدة أشكال وفي بعض الحالات تتطور داخل شرنقة حريرية. نادراً ما تعيش اليافعة أكثر من ثلاث أسابيع، وتقوم خلال هذه الفترة بشكل رئيسي بالتكاثر والانتشار بحثا عن مصادر جديدة للغذاء.

## التصنيف
عموما هناك رتيبتان متعارف عليهما من ذوات الجناحين:
1. رتيبة خيطيات القرن وهي تعرف من أجسامها المتطاولة وقرون الاستشعار الريشية (تتكون من 77 عائلة، 35 منها منقرضة) تتميز بطول قرني الاستشعار مقدمها منفصل عن صدرها ويرقاتها إما مكتملة الرأس أو لها شبه رأس وهناك يرقات منها تعيش في الماء
2. الرتيبة قصيرات القرن وهي رتيبة ذات اجسام متناسقة وقرون استشعار قصيرة (141 عائلة، 8 منها انقرضت): قرنا الاستشعار قصيران، عذراءها داخل غلاف متشكل من بقايا جلد اليرقة. يتصف أعضاء هذه الرتيبة عموما بنخن جسمها وفم يرقاتها صغير إلى حد ما.

وفي اقتراح حديث للمصنفين تم تقسيم رتيبة خيطيات القرن إلى رتيبتين آرشي ديبيتيرا وإيو ديبيتيرا ولكن هذا التصنيف لم يلاق بعد الموافقة التامة من قبل عموم المصنفين.

## تاريخ تطوري
عادة يعتقد أن ذوات الجناحين رتبة انفصلت عن طويلات الأجنحة Mecoptera أو أنها على الأقل مجموعة قريبة جدا منها. أول ذوات الجناحين عرف في العصر الترياسي الأوسط وقد أصبح منتشرا بكثرة خلال العصر الترياسي الوسيط والمتأخر.

## وصلات خارجية
- Diptera على مشروع الدليل المفتوح